# Iglesia de San Jaime (Powroźnik)
La iglesia de San Jaime, también conocida como Iglesia de Santiago, es una iglesia gótica de madera situada en el pueblo de Powroźnik, al sur de Polonia. Data del siglo XVII o XVIII. Junto con diferentes tserkvas está designada como parte del Patrimonio Mundial de la Unesco "Tserkvas de madera de la región de los Cárpatos en Polonia y Ucrania".

## Historia
El tserkva de Powroźnik ha existido desde alrededor de 1600, pero solo queda una parte de la antigua estructura en la sacristía del tserkva actual. Fue construido entre los siglos XVII y XVIII, con una importante reconstrucción en 1813. El tserkva se trasladó de su ubicación anterior debido al peligro de inundación, tras lo cual se amplió. Después de la Operación Vístula el tserkva se transformó en una iglesia católica.